# Robert Henry Clive
Sir Robert Henry Clive GCMG, PC  (* 27. Dezember 1877; † 13. Mai 1948) war ein britischer Diplomat.

## Leben
Clive war der Sohn von Katherine Elizabeth Mary Julia Feilding und Charles Meysey Bolton Clive.
Er studierte am Haileybury College und Magdalen College in Oxford.
1902 trat Clive in den auswärtigen Dienst.
1905 heiratete er Magdalen Muir Mackenzie († Oktober 1971). Sie hatten eine Tochter und zwei Söhne.
Von 1920 bis 1923 wurde er in Peking beschäftigt.
Von 1923 bis 1924 war er Generalkonsul in München mit Amtsbezirk Bayern.
Von 1924 bis 1926 war er Generalkonsul in Tanger
In dieser Zeit fungierten die Generalkonsulen der Schutzmächte der Konferenz vom 29. Juni 1923 in London als Regierung der Internationalen Zone von Tanger.
Von 1926 bis 1931 war er außerordentlicher Gesandter und bevollmächtigter Minister in Teheran.
Von 1933 bis 1934 war er Gesandter beim Heiligen Stuhl
Von 1935 bis 1937 war er Gesandter in Tokio, Japan.
Von 1937 bis 1939 war er Gesandter in Brüssel, Belgien.
1934 wurde Clive in den Privy Council aufgenommen.
1937 wurde er Mitglied des Order of St. Michael and St. George.
1939 wurde er in den Ruhestand versetzt.